# Foca de Groenlàndia

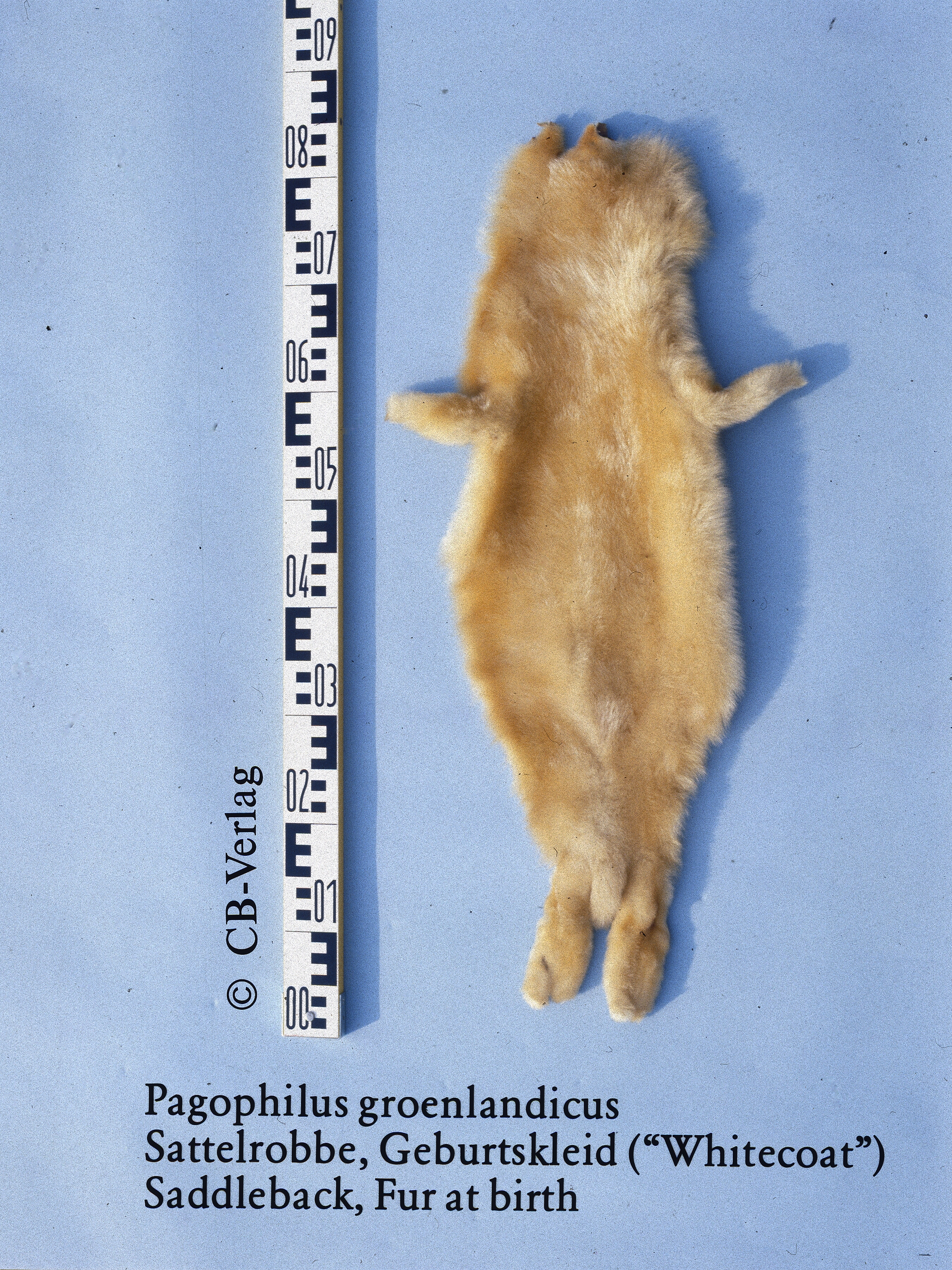
Pell provinent d'un cadell

La foca de Groenlàndia (Pagophilus groenlandicus) és el pinnípede més abundant a l'hemisferi nord (hom pensa que n'hi ha al voltant de 8 milions d'exemplars) i l'única espècie vivent del gènere Pagophilus.

## Descripció
- Fa entre 1,7-1,9 m de llargària i entre 115-140 kg de pes.
- Cos moderadament grassonet i de color blanc argentat, amb el cap petit i de color negre, i el coll moderadament gros. De vegades, pot presentar un color gris sutge més acusat o amb taques disperses negres.
- Musell puntegut, curt i amb bigotis.
- Ulls moderadament grossos.
- Aletes pectorals i amb urpes.
- Les aletes posteriors no poden girar per sota del cos.[4][5]

## Reproducció
Tant les femelles com els mascles assoleixen la maduresa sexual en arribar als 4-8 anys de vida. La gestació dura al voltant d'11,5 mesos i els naixements de les cries tenen lloc en grans ramats i de manera sincronitzada des de finals del febrer fins a l'abril. Els cadells (amb una capa aïllant de color blanc) neixen amb un pes de 10 kg, augmenten de pes a raó de 2,2 kg per dia i al cap de 10 dies ja en pesen 35. Per reduir al mínim la despesa d'energia, la gran majoria són sedentaris durant el primer mes. Cap al final de la lactància, les femelles tornen a entrar en zel i s'aparellen, mentre que els cadells deslletats romanen al gel durant altres sis setmanes. Durant aquest període perden fins a un 50% del seu pes i completen la muda del pelatge blanc abans d'entrar a l'aigua per alimentar-se. Tant els mascles com les femelles són sexualment actius fins al final de llurs vides i sense mostrar senectut reproductiva.

## Alimentació
Consumeix una àmplia varietat de preses (al voltant de 67 espècies de peixos i 70 d'invertebrats), que varia al llarg de les seves rutes de migració. Els cadells i joves mengen una gran quantitat d'invertebrats (sobretot, eufausiacis -Thyanoessa- i amfípodes -Parathemisto-). Els exemplars adults de Groenlàndia es nodreixen de crustacis pelàgics i peixos (Mallotus villosus, Ammodytes, Boreogadus saida, Arctogadus glacialis i, en menor mesura, Gadus morhua). Al mar de Barentsz s'alimenten d'amfípodes, gambes i peixets (com ara, Cottidae i Liparidae) Mengen en gran quantitat a l'hivern i l'estiu, i menys a la primavera i la tardor.

## Depredadors
És depredada per l'os polar (Ursus maritimus) -a Svalbard, forma el 13% de la seva dieta-, l'orca (Orcinus orca) i el tauró de Groenlàndia (Somniosus microcephalus).

## Distribució geogràfica
Es troba a l'Atlàntic nord, l'oceà Àrtic i els mars adjacents: des de la badia de Hudson, l'illa de Baffin, l'estret de Davis, el golf de Sant Llorenç i Terranova fins a Groenlàndia, Islàndia, el nord de Noruega i les mars Blanca, de Barentsz i de Kara, tot i que, de vegades, també se n'han vist exemplars més al sud de la seva distribució geogràfica habitual (Virgínia -els Estats Units-, la Gran Bretanya, les illes Fèroe, Dinamarca, Alemanya, França i la península Ibèrica). En temps prehistòrics, es reproduïa a la mar Bàltica, però la deriva genètica i la caça excessiva pels humans hi van contribuir a la seva extinció.

## Relació amb els humans
Es troba en procés de canvi: durant molts anys, els cadells nounats eran sacrificats en un gran nombre per aconseguir llurs pells de color blanc. Això continua passant a hores d'ara, però el creixent interès turístic per visitar les àrees de cria d'aquesta espècie ha fet possible una davallada de la cacera i, més important encara, una raó econòmica per no matar les cries.